# Record Store Day

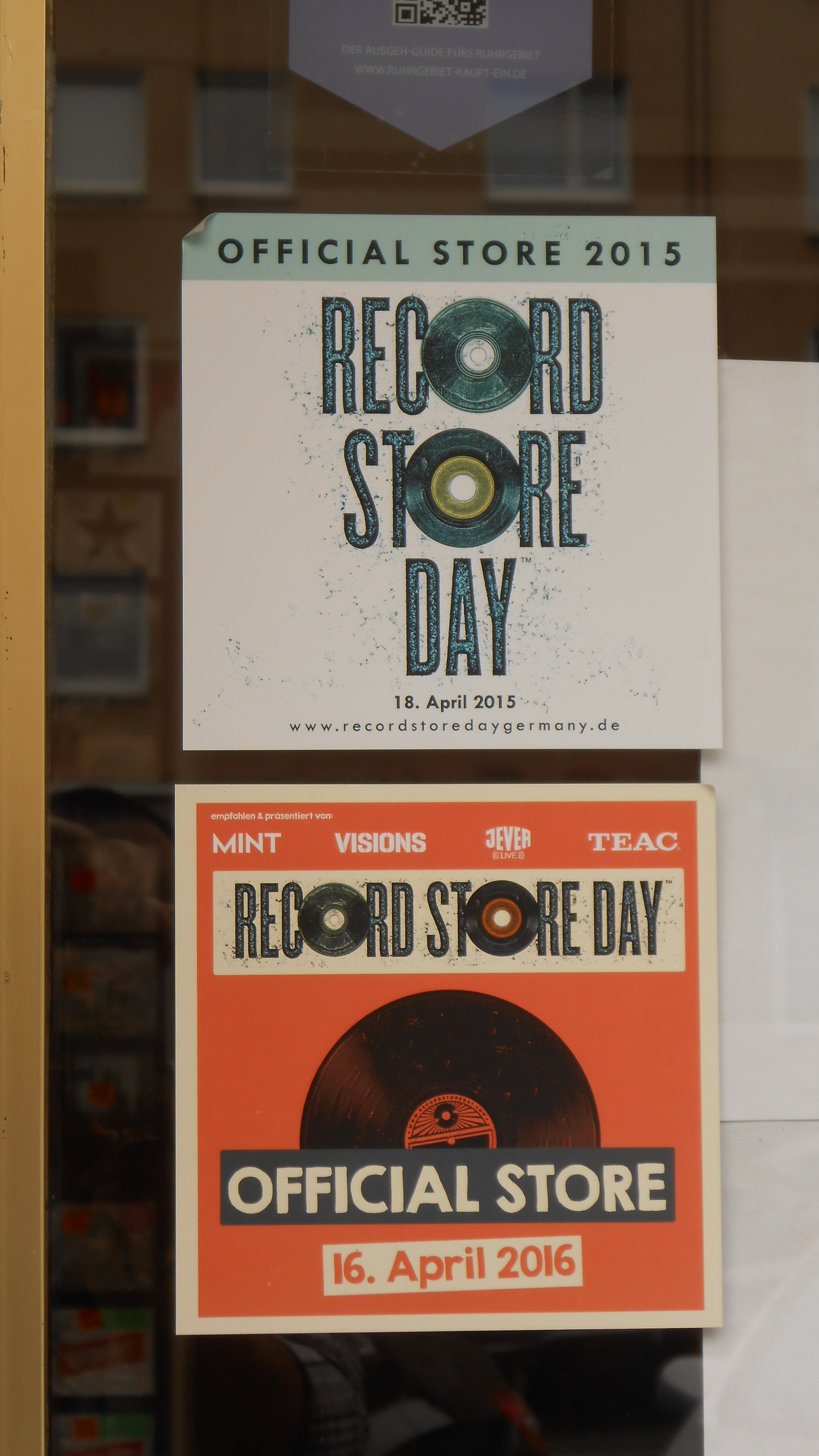
Aufkleber zu den Record Store Days im Dortmunder Plattenladen Archiv

Der Record Store Day (kurz: RSD) ist der internationale Tag unabhängiger Plattenläden und findet seit 2008 üblicherweise am dritten Samstag im April des jeweiligen Jahres statt.

## Geschichte
Die Ursprünge des RSD liegen in den USA, wo Plattenlädenbesitzer und -angestellte wie Eric Levin, Michael Kurtz, Carrie Colliton, Amy Dorfman, Don Van Cleave und Brian Poehner das erste Event organisierten. Mittlerweile nehmen über 700 US-Shops teil, weltweit sind es ca. 2000 Fachhändler. In Deutschland, Österreich und der Schweiz sind es nach Aussage der Koordinatoren etwa 180 Plattenläden. Ausgeschlossen von der Veranstaltung sind große Ketten und Online-Händler.
Das Konzept hinter dem RSD ist, dass Käufer wieder mehr die Beratung und die Atmosphäre der Fachhändler zu schätzen lernen. Der Fokus liegt dabei auf Vinyl, das in den vergangenen Jahren wieder an Popularität gewonnen hat. Um diesen Trend zu stärken und die unabhängigen Läden vor dem Aussterben zu bewahren, werden jedes Jahr exklusive Platten veröffentlicht, die häufig streng limitiert und daher nur an diesem Tag bei den angemeldeten Läden zu erwerben sind. Dabei kann es sich sowohl um neue Veröffentlichungen als auch um Wiederveröffentlichungen (sogenannte Reissues) handeln. Platten, die nicht verkauft werden, landen danach im Handel. In den letzten Jahren wurde der RSD, der als weltweit größtes Musikevent gilt, von Künstlern wie Ozzy Osbourne, Metallica, Iggy Pop oder Jack White unterstützt. Botschafterin des Record Store Day 2024 ist Kate Bush.
Im Jahr 2020 gab es aufgrund der SARS-CoV-2-Pandemie vier verschiedene Termine, die am 29. August, 26. September, 24. Oktober und am 27. November (Black Friday) stattgefunden haben. Ursprünglich sollte der RSD wie üblich am dritten Samstag im April, dem 18. April 2020, stattfinden.

## Termine
- 2008: 19. April
- 2009: 18. April
- 2010: 17. April
- 2011: 16. April
- 2012: 21. April
- 2013: 20. April
- 2014: 19. April
- 2015: 18. April
- 2016: 16. April
- 2017: 22. April
- 2018: 21. April
- 2019: 13. April[8]
- 2020: 29. August, 26. September, 24. Oktober und 27. November
- 2021: 12. Juni und 17. Juli
- 2022: 23. April, 18. Juni und 25. November
- 2023: 22. April und 24. November
- 2024: 20. April
- 2025: 12. April[9]